# Julie Le Breton
Pour les articles homonymes, voir Le Breton.
Julie Le Breton, née le 8 septembre 1975 à Arvida, est une actrice québécoise.

## Biographie
Julie Le Breton naît le 8 septembre 1975 à Arvida, Québec.

## Carrière
Julie Le Breton est remarquée dans Québec-Montréal où elle tient le rôle d'une jeune femme qui se sépare de son petit ami sur l'autoroute 20. Elle a commencé sa carrière avec Watatatow, Hommes en quarantaine, Ciao Bella, Rumeurs, Minuit, le soir et elle est la première voix de Snoro, l'ami de Macaroni dans l'émission jeunesse Macaroni tout garni.
En 2009, elle est porte-parole du Festival regard sur le court métrage au Saguenay.
En 2010, elle obtient un rôle dans la pièce de théâtre Huis clos du Théâtre du Nouveau Monde, mis en scène par Lorraine Pintal et tirée de la pièce originale de Jean-Paul Sartre.
En 2013, elle joue dans la pièce La Fureur de ce que je pense à l'Espace Go. La pièce est une adaptation des textes de Nelly Arcan mise en scène par Marie Brassard.
En 2014, elle tient le rôle de la Marquise de Merteuil dans la pièce Les Liaisons dangereuses de Christopher Hampton, présenté au théâtre Duceppe dans une mise en scène de Serge Denoncourt. Elle interprète Milady de Winter dans la pièce Les Trois Mousquetaires (2015) de Pierre-Yves Lemieux présentée au théâtre Le National et mettant en vedette Philippe Thibault-Denis dans le rôle de d'Artagnan (es).
En 2016, elle interprète dans la série Les Pays d'en haut la sœur de Séraphin Poudrier, Délima Poudrier dit la grande jaune.
En 2020, elle tient l'un des rôles principaux de la série Épidémie.
En 2023, elle tourne sous la direction et aux côtés de Xavier Dolan dans la mini-série La Nuit où Laurier Gaudreault s'est réveillé.
En 2024, Julie Le Breton incarne un personnage, une femme à la fois résiliente, vulnérable et marquée par les séquelles de la guerre, dans la série IXE-13. Elle co-préside également avec Julie Gayet le jury des "Visages de la francophonie" du Festival de films francophones Cinemania.

## Filmographie

### Cinéma
- 2002 : Québec-Montréal de Ricardo Trogi : Julie
- 2004 : Dans l'œil du chat de Rudy Barichello : Pauline
- 2004 : La Peau blanche de Daniel Roby : Isabelle Lefrançois
- 2005 : Maman Last Call de François Bouvier : Fanny Lemay
- 2005 : Maurice Richard de Charles Binamé : Lucille Richard
- 2006 : Le Génie du crime de Louis Bélanger : Amanda
- 2009 : Cadavres d'Érik Canuel : Angèle
- 2010 : Une vie qui commence de Michel Monty (en) : Louise, la mère
- 2010 : Everywhere d'Alexis Durand-Brault : Isabelle
- 2011 : Le Bonheur des autres de Jean-Philippe Pearson : Evelyne
- 2011 : Starbuck de Ken Scott : Valérie
- 2012 : Histoire à faire peur de Shawn Linden : Doris Francis
- 2012 : Exil (en) de Charles-Olivier Michaud (en) : Sophie
- 2012 : Les Pee-Wee 3D : L'hiver qui a changé ma vie d'Éric Tessier : Élaine
- 2014 : Le Vrai du faux d'Émile Gaudreault : Rachel Duguay
- 2015 : Tokyo Fiancée de Stefan Liberski : Christine
- 2015 : Paul à Québec de François Bouvier : Lucie
- 2016 : Chasse-Galerie : La légende de Jean-Philippe Duval : Florence
- 2017 : De père en flic 2 d'Émile Gaudreault : Pascale Lévesque
- 2018 : Quand l'amour se creuse un trou d’Ara Ball (en) : Thérèse
- 2020 : Tu te souviendras de moi d'Éric Tessier : Isabelle
- 2023 : Au revoir le bonheur de Ken Scott : Liliane
- 2024 : Tous toqués! de Manon Briand : Sonia, la douanière

#### Court métrage
- 2003 : Déformation personnelle de Jean-François Asselin : Marie-Hélène [5]

### Télévision

#### Séries télévisées
- 1998 : Macaroni tout garni : Snoro (voix)
- 1998 - 2000 : Watatatow : Geneviève St-Pierre
- 2003 : Hommes en quarantaine : Valérie Lepage
- 2003 : Ciao Bella : Catherine
- 2003 : Les Aventures tumultueuses de Jack Carter : Mélanie
- 2004 : Les Bougon, c'est aussi ça la vie! : une fille
- 2005 : Rumeurs : Noémie
- 2005 : Minuit, le soir : Évangéline / Brigitte
- 2006 : Le 7e Round : Stéphanie Dubreuil
- 2006 - 2007 : François en série : Marie-Hélène
- 2006 - 2008 : Nos étés : Evelyne Desrochers
- 2008 : Les Hauts et les Bas de Sophie Paquin : Isabelle
- 2009 - 2014 : Toute la vérité : Maître Véronique Côté, procureur de la couronne
- 2010 : Mauvais Karma : Kim Wright
- 2011 : Vie de Quartier : Jasmine (voix)
- 2014 - 2017 / 2021 : Les Beaux Malaises : Julie
- 2015 : Mensonges : Angie Welinksi
- 2016 - 2021 : Les Pays d'en haut : Délima Poudrier
- 2017 : Plan B : Marie Denoncourt
- 2017 : Victor Lessard : Jacinthe Taillon
- 2020 : Épidémie : Dre Anne-Marie Leclerc
- 2022 : La Nuit où Laurier Gaudreault s'est réveillé : Mireille Larouche
- 2023 : Complètement Lycée : Miss Carmichael
- 2023 : Une affaire criminelle : Geneviève Lanctôt
- 2024 : IXE-13 : Roxanne[6]

## Distinctions

### Récompenses
- Prix Génie : Meilleure actrice pour Maurice Richard
- Prix Artis : Premier rôle dans une série dramatique pour Épidémie[7]
- Prix Artis: Personnalité féminine de l'année (2021)[8]

### Nominations
- Prix Jutra : Meilleure actrice pour Maurice Richard
- Prix Gémeaux : Meilleure actrice dans une comédie : François en série
- Prix Gémeaux : Meilleure actrice dans une télé-série dramatique : Nos étés IV
- Prix Gémeaux: Meilleur premier rôle: série dramatique 2023[9]